# Thighs and Whispers
Thighs and Whispers è il quinto album in studio della cantante e attrice statunitense Bette Midler, pubblicato nel 1979.

## Tracce
Side 1
1. Big Noise from Winnetka (Ray Bauduc, Bob Crosby, Bob Haggart, Gil Rodin) – 6:56
2. Millworker (James Taylor) – 4:07
3. Cradle Days (Tony Berg, Aaron Neville) – 5:05
4. My Knight in Black Leather (Jerry Ragovoy) – 4:53

Side 2
1. Hang on in There Baby (Johnny Bristol) – 6:04
2. Hurricane (Randy Kerber, Bette Midler) – 7:30
3. Rain (Mac Rebennack) – 3:58
4. Married Men (Dominic Bugatti, Frank Musker) – 3:47